# حنصالة (تاكزيرت)
حنصالة هي إحدى مشيخات المملكة المغربية، تتبع جغرافيا لإقليم بني ملال وإداريًا لتاكزيرت. يقدر عدد سكانها بـ 1254 نسمة حسب الإحصاء الرسمي للسكان والسكنى لسنة 2004.